# Brug 1828
Brug 1828 is een kunstwerk in Amsterdam Nieuw-West.
Het begrip kunstwerk is hier vanuit twee betekenissen van toepassing; het is zowel een kunstwerk als een bouwkundig kunstwerk. Het dient als toegang tot het Park de Kuil vanuit de toen nieuwe wijk rondom het Willem Dreesplantsoen. Het bouwwerk is ontworpen door de Rotterdamse kunstenaar Gert Vos. Het kunstwerk bestaat uit twee delen van roestvast staal. Het een is een 24 meter hoge toren (inclusief poort), het andere deel is een brug. Gert Vos mocht het zelf onthullen in januari 1995. De kunstenaar vond dat de buurtbewoners zelf maar een titel moesten verzinnen. De constructies zijn vervaardigd in Volendam waarna ze op trailers naar Amsterdam werden vervoerd en vervolgens door hijskranen op hun plaats gezet/gelegd.
Die naam kwam al snel in de vorm van fluittoren en krijstoren. De wind die door de aan de stellage hangende metalen roosters waaide zorgde voor een irritante fluittoon. Al snel moesten er een oplossing voor gevonden worden; het geluid werd vergeleken met een door de bocht gierende tram. Er bleef maar een betaalbare oplossing over; de roosters verwijderen. De toren werd daarna beklommen door blauwe regen, clematis en Chinese bruidssluier, die de roosters niet nodig bleken te hebben om de toren langzaam te bedekken. Het kunstwerk werd gefinancierd uit de halfprocentsregeling (een half procent van een wijk/bouwinrichting mag besteed worden aan kunstobjecten). De roosters in het loopdek van de brug liggen er nog wel. De brug kreeg als kunstobject de naam TorenPoortBrug; er is een toren, een poort en een brug.
Naast de brug liggen trappen naar het water dat de brug overspant. Deze trappen eindigen op de rietkraag van de watergang.

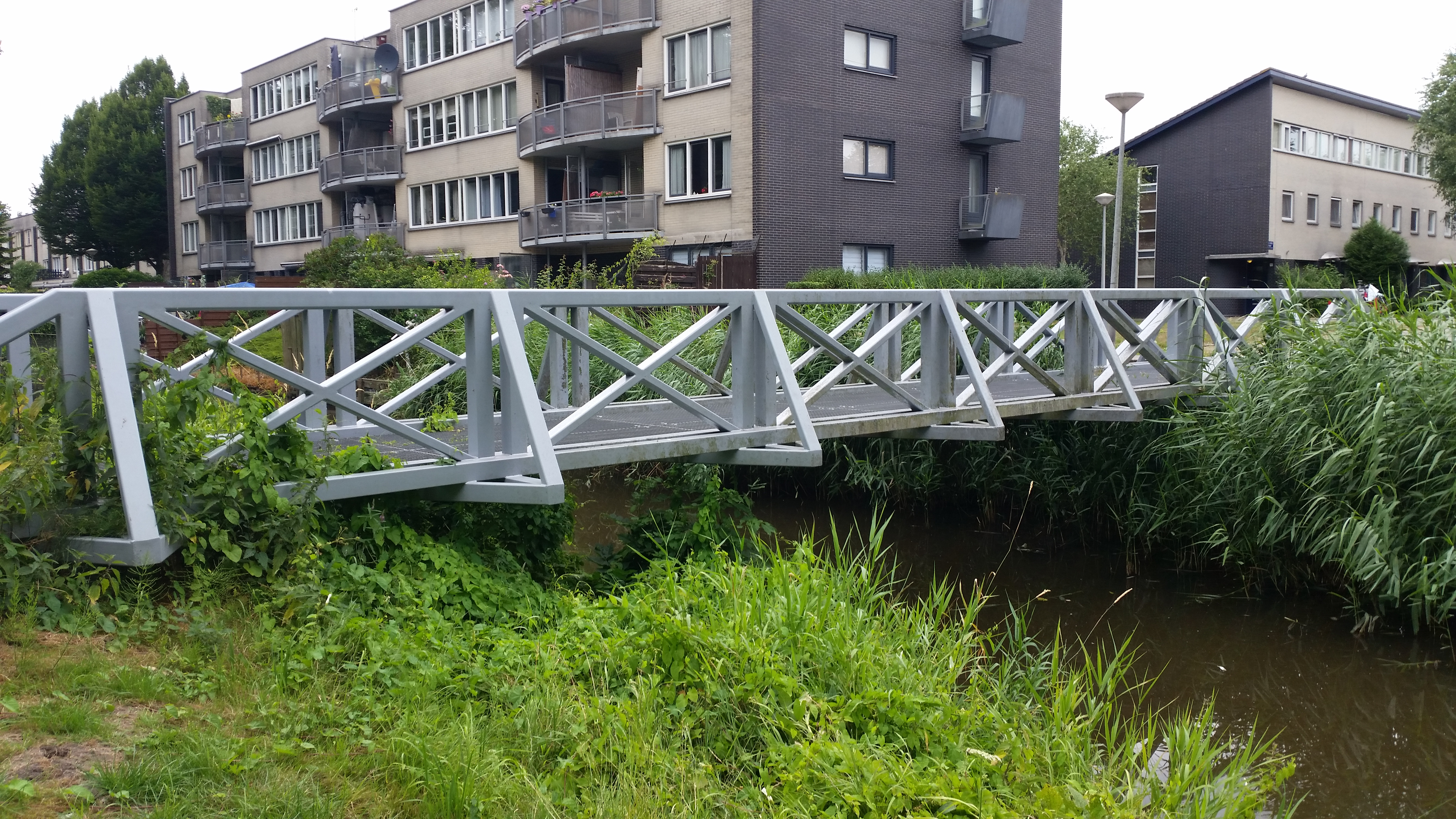
Zijaanzicht van de brug (juli 2018)

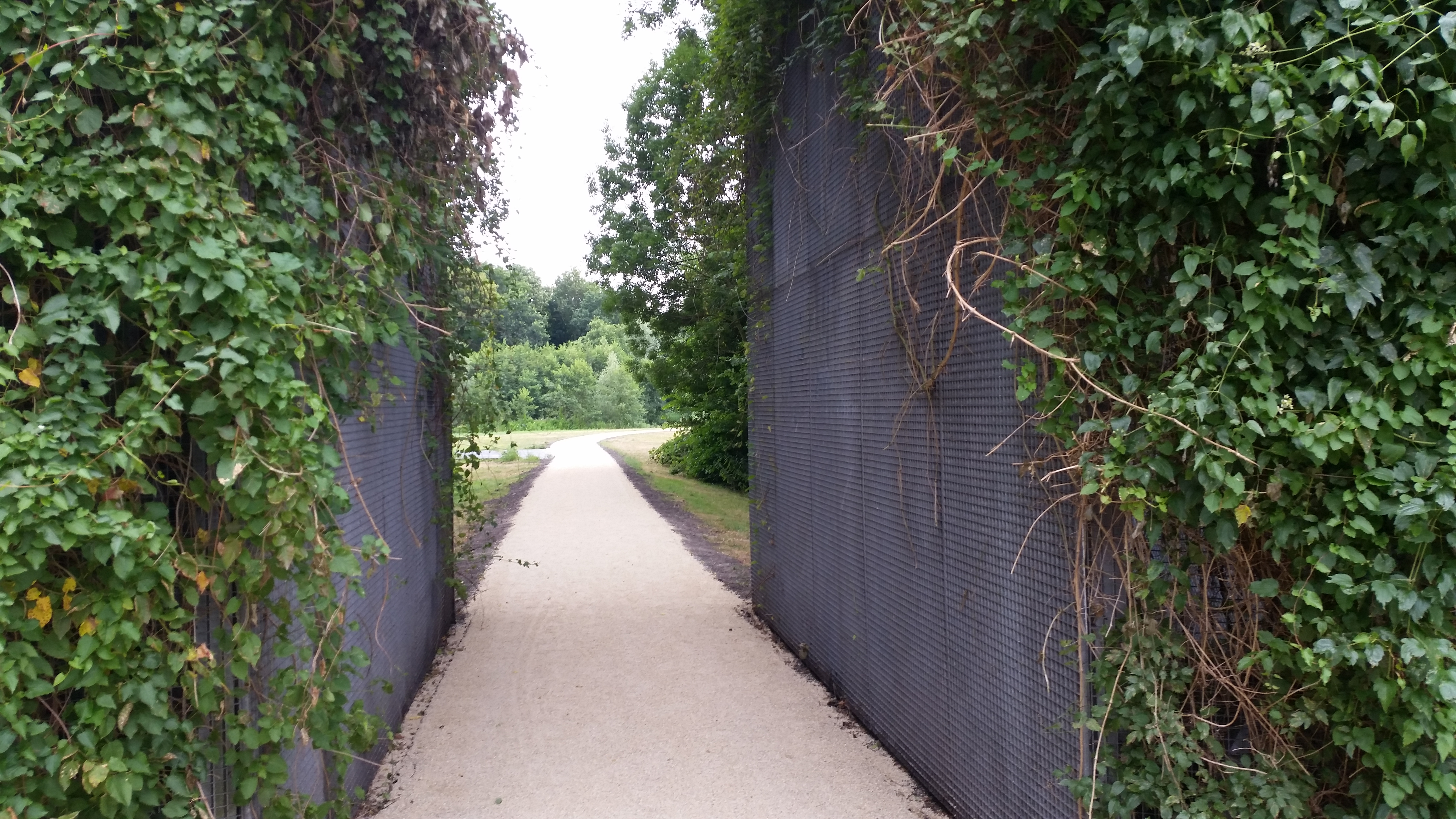
Poort in de toren (juli 2018)

<<< · 1800 · 1801 · 1802 · 1803 · 1804 · 1805 · 1806 · 1807 · 1808 · 1809 ·  1810 · 1811 · 1812 · 1813 · 1814 · 1815 · 1816 · 1818 · 1819 · 1820 · 1821 · 1822 · 1823 · 1824 · 1826 · 1827 · 1828 · 1829 · 1830 · 1831 · 1832 · 1833 · 1834 · 1835 · 1836 · 1837 · 1838 · 1839 · 1840 · 1841 · 1842 · 1843 · 1844 · 1845 · 1846 · 1847 · 1848 · 1849 · 1850 · 1851 · 1852 · 1853 · 1854 · 1855 · 1856 · 1857 · 1858 · 1859 · 1860 · 1861 · 1862 · 1863 · 1864 · 1865 · 1866 · 1867 · 1868 · 1869 ·  1870 · 1871 · 1872 · 1873 · 1874 · 1875 · 1876 · 1877 · 1879 ·  1880 · 1881 · 1882 · 1883 · 1884 · 1885 · 1886 · 1888 · 1889 · 1890 · 1891 · 1892 · 1893 · 1894 · 1895 · 1896 · 1897 · 1898 · 1899 · >>>
Brugnummers 1817, Brug 1819, 1820, 1825, 1878, 1887  zijn niet (meer) vergeven.